# Outil de suivi de candidature
 (mars 2018).
Si vous disposez d'ouvrages ou d'articles de référence ou si vous connaissez des sites web de qualité traitant du thème abordé ici, merci de compléter l'article en donnant les références utiles à sa vérifiabilité et en les liant à la section « Notes et références ».
Un outil de suivi des candidatures (OSC) est un logiciel qui permet le traitement électronique des besoins de recrutement. Un OSC (ATS en anglais, pour « Applicant Tracking System ») peut être mis en place au niveau de l'entreprise ou accessible en ligne, en fonction des besoins de l'entreprise.
Il existe des logiciels OSC gratuits et Open Source mais aussi des versions payantes bien souvent disponibles en mode SaaS. Un OSC est très similaire aux systèmes de gestion de la relation client (CRM), mais est conçu pour le suivi du recrutement. Dans de nombreux cas, ils filtrent automatiquement les candidatures en fonction de critères tels que les mots clés, les compétences, les anciens employeurs, les années d'expérience et les écoles fréquentées.

## Principes
Un OSC dédié n'est pas rare pour les besoins spécifiques de recrutement. Au niveau de l'entreprise, il peut être proposé en tant que module ou ajout fonctionnel à une suite ressources humaines ou à un système d'information sur les ressources humaines (SIRH). L'OSC est en train de s'étendre aux petites et moyennes entreprises via des offres open source ou software as a service (SaaS).
La fonction principale d'un ATS est de fournir un emplacement central et une base de données pour les efforts de recrutement d'une entreprise. Les OSC sont conçus pour faciliter la gestion des CV et des informations sur les candidats. Les données sont soit collectées à partir de formulaire de candidatures sur l'interface de l'OSC, généralement sur le site Web de l'entreprise, soit extraites des candidatures sur les sites d'emploi. La majorité des job boards (LinkedIn.com, Monster.com,  Viadeo.com, Indeed.com) ont des partenariats avec les principaux fournisseurs de logiciels OSC afin de fournir une interconnexion entre leurs systèmes. Les nouveaux systèmes de suivi des candidats sont des plates-formes en tant que service dans lequel le logiciel principal possède des points d'intégration qui permettent aux fournisseurs d'autres technologies de recrutement de se connecter de manière transparente. 
Les améliorations récentes comprennent l'utilisation des outils d'intelligence artificielle, de parsing de CV et de traitement automatique du langage naturel (NLP) pour faciliter les capacités intelligentes de recherche sémantique offertes par les plateformes permettant aux entreprises de noter et trier les CV avec un meilleur alignement sur les prérequis et les exigences des offres d'emploi.
Avec l'avènement de l'OSC, les techniques d'optimisation de CV et les outils en ligne sont maintenant utilisés par les candidats pour augmenter leurs chances de décrocher un entretien.

## Bénéfices
Les fonctionnalités d'un service OSC ne se limitent pas à l'exploration et à la collecte de données. Les applications OSC dans le secteur du recrutement permettent parfois aussi de : 
- Multi-diffuser automatiquement des offres d'emploi sur les sites emplois
- Sourcer des candidats venant de CVthèques externes ou de réseaux sociaux professionnels
- Automatiser le processus de recrutement via un workflow défini.

Un autre avantage d'un système de suivi des candidats est l'analyse et la coordination des efforts de recrutement - la gestion de la structure conceptuelle connue sous le nom de capital humain. Un site de recrutement en entreprise ou un module d'offres d'emploi spécifique à une entreprise peut être proposé, permettant aux entreprises de proposer des opportunités aux candidats internes (mobilité interne) avant les efforts de recrutement externes. Les candidats peuvent être identifiés par le biais de données préexistantes ou d'informations recueillies par d'autres moyens. Ces données sont généralement stockées pour les processus de recherche et de récupération. Certains systèmes ont des offres élargies qui comprennent le CV chiffré hors site et le stockage de données, qui sont souvent légalement requis par les lois égalité des chances.
Les systèmes de suivi des candidats peuvent également être appelés produits d'acquisition et de gestion de talents et sont souvent fournis via un fournisseur de services applicatifs ou un modèle software as a service (SaaS). Le niveau de service et le coût peuvent varier considérablement d'un fournisseur à l'autre. Bien que les systèmes propriétaires dominent le secteur des OSC, il existe des alternatives open-source.
Comme les données contenues dans les logiciels de recrutement sont principalement des données personnelles, elles sont souvent contrôlées par la législation (RGPD).
Les OSC peuvent parfois être connectés à certains SIRH, ce qui permet aux équipes de recrutement de pousser automatiquement les données du candidat recruté dans le logiciel de gestion des collaborateurs (SIRH) de l'entreprise. Cela facilite l'intégration (onboarding en anglais) des nouveaux employés.

## Liste des principaux OSC
- Wink
- Flatchr
- Layan
- Oracle
- TalentView
- Beetween
- Taleez
- Inasoft
- DigitalRecruiters
- WeRecruit
- ScopTalent
- Nicoka CABS
- Eolia Software
- Tool4Staffing[2],[3]
- Inrecruiting